# Hàng hóa cũ

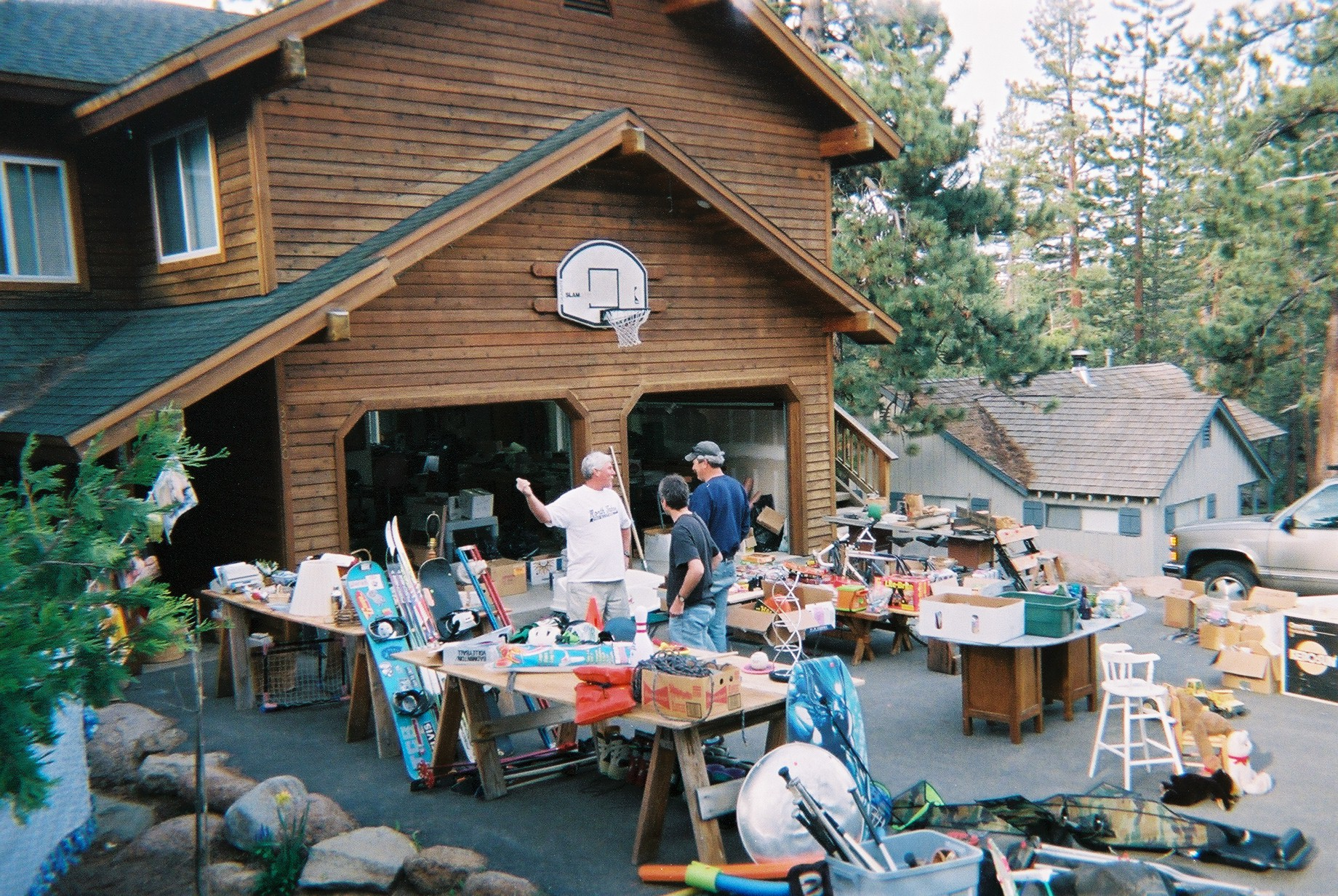
Bán ngoài sân là một nơi phổ biến để tìm hàng hóa đã qua sử dụng giá rẻ.

Một mặt hàng cũ hoặc đã qua sử dụng là một tài sản cá nhân đang được mua hoặc chuyển giao cho một người dùng cuối hoặc sau đó. Một hàng hóa đã qua sử dụng cũng có thể chỉ đơn giản có nghĩa là nó không còn trong tình trạng tương tự như nó đã được khi chuyển giao cho chủ sở hữu hiện tại. Khi thuật ngữ đã qua sử dụng có nghĩa là một mặt hàng đã sử dụng hết mục đích của nó (chẳng hạn như tã đã sử dụng) thì nó thường được gọi là rác.
Hàng hóa đã qua sử dụng có thể được chuyển chính thức giữa những người bạn và gia đình tự do như hand-me-downs. Chúng có thể được bán với một phần giá gốc khi bán ở nhà để xe, trong các buổi gây quỹ kiểu chợ, trong các cửa hàng ký gửi thuộc sở hữu tư nhân, hoặc thông qua đấu giá trực tuyến. Một số thứ thường được bán trong các cửa hàng chuyên dụng, chẳng hạn như một đại lý xe hơi chuyên bán xe đã qua sử dụng hoặc một hiệu sách đã sử dụng bán sách đã qua sử dụng. Trong các trường hợp khác, chẳng hạn như một cửa hàng từ thiện, nhiều loại hàng hóa đã qua sử dụng có thể được xử lý bởi cùng một cơ sở. Các mặt hàng xa xỉ được sử dụng có giá trị cao, như đồ nội thất cổ, trang sức, đồng hồ và tác phẩm nghệ thuật, có thể được bán thông qua một nhà đấu giá chung như Sotherby's hoặc một cửa hàng chuyên biệt hơn như Bob's Watches.
Chính phủ yêu cầu một số hàng hóa đã qua sử dụng phải được bán thông qua các thị trường được quy định, như trong trường hợp các mặt hàng có vấn đề về an toàn và pháp lý, như súng hoặc xe đã qua sử dụng. Đối với các mặt hàng này, các cơ quan cấp phép của chính phủ yêu cầu chứng nhận và đăng ký bán hàng, để ngăn chặn việc hàng hóa bị đánh cắp, chưa đăng ký hoặc không an toàn. Đối với một số hàng hóa đã qua sử dụng có giá trị cao, chẳng hạn như ô tô và xe máy, chính phủ quy định việc bán hàng hóa đã qua sử dụng để đảm bảo rằng chính phủ có được doanh thu thuế bán hàng từ việc bán hàng.

## Lợi ích
Hàng cũ có thể mang lại lợi ích cho người mua vì giá phải trả thấp hơn so với hàng đã mua mới. Nếu việc giảm giá nhiều hơn bù cho thời gian còn lại có thể ngắn hơn, thiếu bảo hành, v.v., có một lợi ích ròng.
Bán hàng hóa không cần dùng cũ thay vì loại bỏ chúng rõ ràng có lợi cho người bán.
Tái chế hàng hóa thông qua thị trường đồ cũ làm giảm việc sử dụng các nguồn lực trong sản xuất hàng hóa mới và giảm chất thải phải được xử lý, cả hai đều là những lợi ích đáng kể về môi trường. Tuy nhiên, các nhà sản xuất có lợi nhuận từ việc bán hàng hóa mới sẽ mất doanh thu tương ứng. Nghiên cứu khoa học cho thấy việc mua hàng hóa đã qua sử dụng giúp giảm lượng khí thải carbon và lượng khí thải CO2 đáng kể so với vòng đời sản phẩm hoàn chỉnh, do sản xuất ít hơn, tìm nguồn cung ứng nguyên liệu thô và hậu cần. Thông thường, vết carbon tương đối của sản xuất, nguồn nguyên liệu thô và chuỗi cung ứng là không rõ. Một phương pháp khoa học đã được thực hiện để phân tích lượng khí thải CO2 giảm khi mua hàng hóa đã qua sử dụng như phần cứng cũ so với phần cứng mới.
Hàng cũ chất lượng có thể bền hơn hàng mới tương đương.

## Rủi ro
Hàng cũ có thể có lỗi không rõ ràng ngay cả khi được kiểm tra; ví dụ, việc mua không nhìn thấy, từ một trang web đấu giá Internet, còn nhiều điều chưa biết. Hàng hóa có thể gây ra vấn đề vượt quá giá trị của họ; ví dụ, đồ nội thất có thể không dễ dàng nhìn thấy rệp, có thể gây ra sự phá hoại rất khó khăn và tốn kém để diệt trừ. Hàng điện và cơ khí bị lỗi có thể nguy hiểm và độc hại. Điều này đặc biệt là một vấn đề lớn nếu được bán cho các quốc gia không có cơ sở tái chế cho các thiết bị này, điều này dẫn đến một vấn đề với chất thải điện tử.

## Các loại giao dịch
Nhiều mặt hàng được coi là lỗi thời và không có giá trị ở các nước phát triển, như dụng cụ cầm tay và quần áo hàng thập kỷ, rất hữu ích và có giá trị trong các cộng đồng nghèo khó ở nước này hoặc ở các nước đang phát triển. Các quốc gia kém phát triển như Zambia đang vô cùng hoan nghênh quyên góp quần áo cũ. Vào thời điểm nền kinh tế của đất nước suy thoái nghiêm trọng, hàng hóa đã qua sử dụng đã cung cấp công ăn việc làm bằng cách giữ cho "nhiều người khác bận rộn với việc sửa chữa và thay đổi". Nó đã tạo ra một loại nền kinh tế phụ vào thời điểm nhiều người Zambia mất việc. Các sản phẩm may mặc và nguyên liệu đã qua sử dụng được tặng cho đất nước cũng cho phép sản xuất "nhiều loại vải" mà việc nhập khẩu đã bị hạn chế trước đây. Giao dịch về cơ bản được thực hiện bởi những người phụ nữ điều hành doanh nghiệp nhỏ của họ dựa trên các hiệp hội và mạng lưới địa phương. Điều này không chỉ cung cấp việc làm cho bản thân, mà còn làm tăng thu nhập hộ gia đình và tăng cường nền kinh tế. Nhưng trong khi nhiều quốc gia sẽ chào đón hàng cũ, thì cũng có một số nước cần từ chối các mặt hàng được tặng. Các quốc gia như Ba Lan, Philippines và Pakistan được biết là đã từ chối các mặt hàng cũ vì "sợ bệnh hoa liễu và nguy cơ vệ sinh cá nhân". Tương tự như các quốc gia này, Ấn Độ cũng từ chối nhập khẩu quần áo cũ nhưng sẽ chấp nhận nhập khẩu sợi len, bao gồm cả hàng dệt kim bị cắt xén có nghĩa là "hàng may mặc bằng len được cắt bằng máy ở phương Tây trước khi xuất khẩu". Thông qua việc sản xuất chất xơ (len tái chế), hầu hết được sản xuất ở miền Bắc Ấn Độ ngày nay, quần áo không sử dụng có thể được tái chế thành sợi để tái sử dụng trong các mặt hàng đã qua sử dụng "mới".
Người nộp thuế Hoa Kỳ có thể khấu trừ quyên góp hàng hóa đã qua sử dụng cho các tổ chức từ thiện. Cả hai trang web của Goodwill Industries và Cứu Thế Quân đều có danh sách các mặt hàng với phạm vi giá trị ước tính của chúng. Một cách khác mà mọi người chuyển hàng hóa đã qua sử dụng là đưa chúng cho bạn bè hoặc người thân. Khi một người đưa một vật phẩm có giá trị mà họ đã sử dụng cho người khác, chẳng hạn như một chiếc xe đã qua sử dụng hoặc áo khoác mùa đông, đôi khi nó được gọi là "đồ để lại". 

Các trang web đấu giá trực tuyến đã trở thành một cách phổ biến để bán hàng hóa đã qua sử dụng trong những năm gần đây.

Các mặt hàng đã sử dụng thường có thể được tìm thấy để bán trong các cửa hàng tiết kiệm và hiệu cầm đồ, đấu giá, bán ở nhà để xe, và trong thời gian gần đây đấu giá trực tuyến. Một số cửa hàng bán cả hàng mới và hàng đã qua sử dụng (ví dụ: đại lý xe hơi), trong khi những cửa hàng khác chỉ bán hàng mới nhưng có thể lấy các mặt hàng đã sử dụng để đổi lấy tín dụng cho việc mua hàng mới hơn. Ví dụ, một số cửa hàng nhạc cụ và cửa hàng âm thanh cao cấp chỉ bán thiết bị mới, nhưng họ sẽ chấp nhận các mặt hàng đã qua sử dụng có chất lượng tốt để đổi lấy việc mua các mặt hàng mới; sau khi cửa hàng mua các mặt hàng đã qua sử dụng, sau đó họ bán chúng bằng đấu giá trực tuyến hoặc các dịch vụ khác.
Khi một mặt hàng không còn được sử dụng, họ có thể bán hoặc cầm đồ, đặc biệt là khi họ cần tiền. Các mặt hàng cũng có thể được bán (hoặc cho miễn phí) dưới dạng phế liệu (ví dụ: một chiếc xe cũ bị hỏng sẽ được kéo đi miễn phí với giá trị kim loại phế liệu của nó). Chủ sở hữu có thể tự bán hàng hóa hoặc cho một đại lý sau đó bán nó để kiếm lợi nhuận. Họ cũng có thể chọn để cho nó đi cho người khác điều này thường được gọi là freecycling. Tuy nhiên, vì quá trình này cần một số nỗ lực từ phía chủ sở hữu, họ có thể chỉ cần giữ quyền sở hữu hoặc đổ nó tại bãi rác thay vì gặp rắc rối khi bán nó. Nó đã được phổ biến để mua hàng cũ hoặc sử dụng tốt trên thị trường hoặc chợ trong thời gian dài. Khi web trở nên phổ biến, nó trở nên phổ biến với các trang web như eBay và Yahoo!Rao vặt.

## Mua hàng

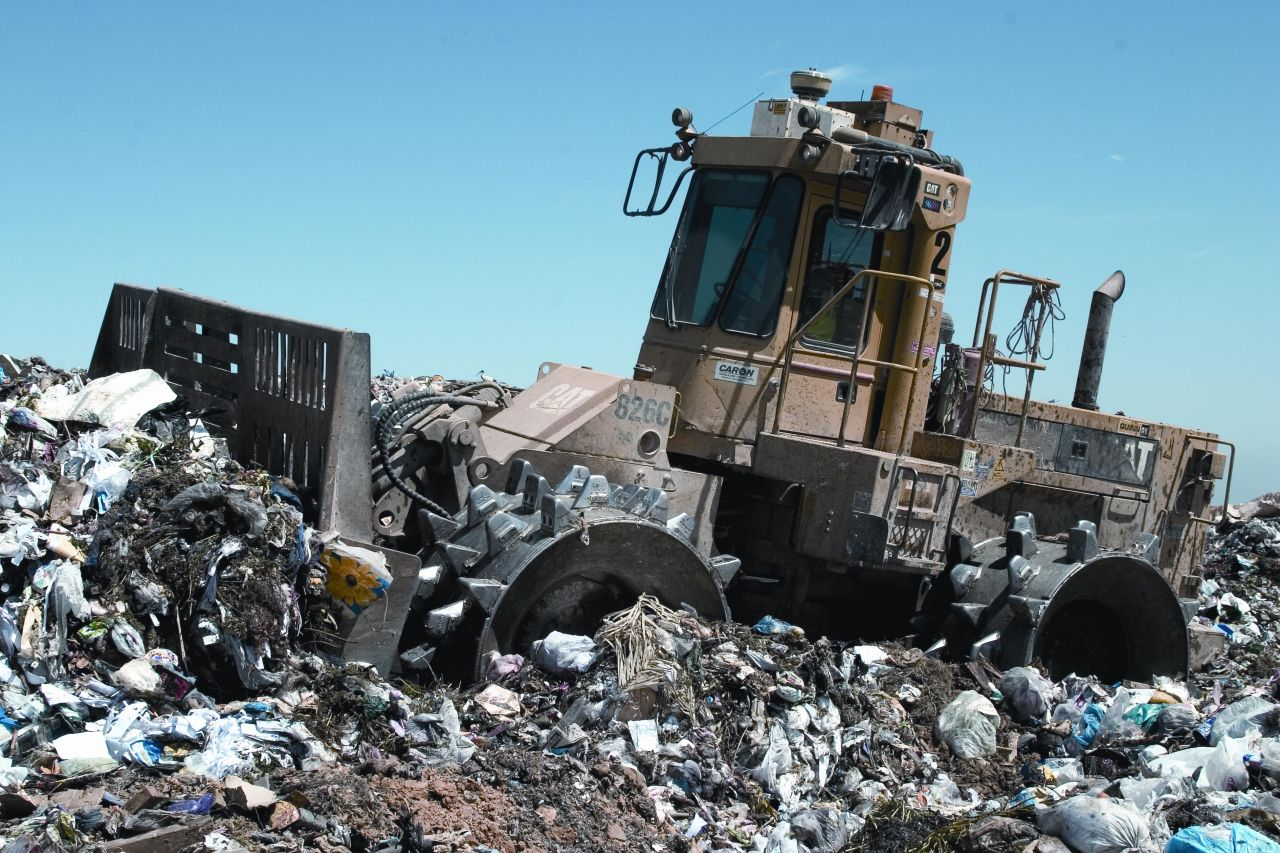
Khi hàng hóa đã qua sử dụng chiếm không gian trong bãi rác, một số người có thể mua chúng để lấy động lực môi trường.

Chiến lược mua các mặt hàng đã qua sử dụng được một số người sử dụng để tiết kiệm tiền, vì chúng thường có giá trị thấp hơn các mặt hàng mới tương đương. Mua các mặt hàng đã qua sử dụng để tái sử dụng giúp chúng không bị lãng phí và tiết kiệm chi phí sản xuất hàng hóa mới tương đương. Động lực để mua bao gồm bảo tồn tài nguyên thiên nhiên và bảo vệ môi trường, và có thể là một phần của kế hoạch sống đơn giản.

## Các loại hàng hóa

### Ô tô

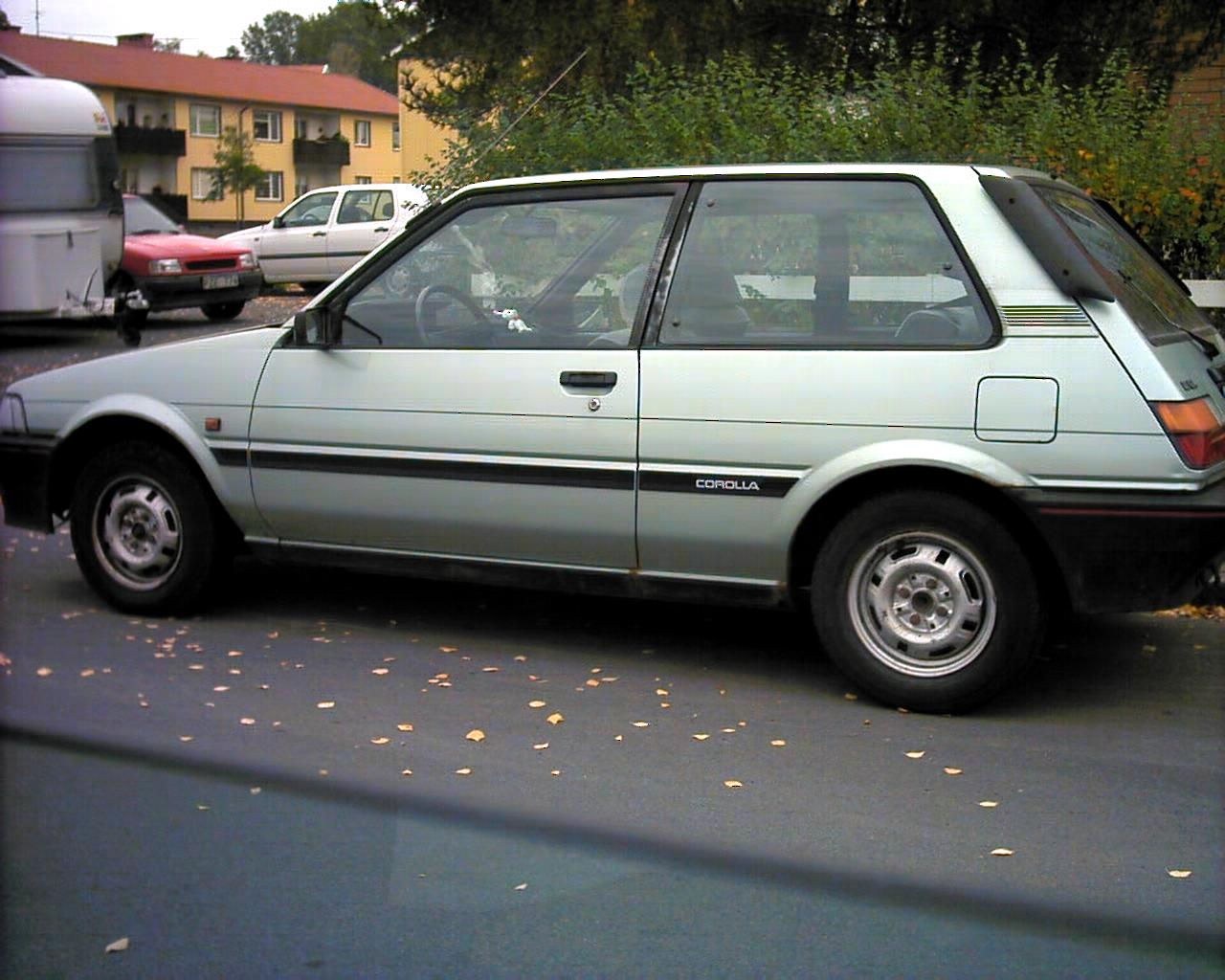
Những chiếc xe đã qua sử dụng như Toyota Corolla có từ những năm 1980 này rất rẻ tiền, nhưng người mua có nguy cơ bị mắc kẹt với một quả chanh.

Những chiếc xe đã qua sử dụng đặc biệt đáng chú ý vì mất giá nhanh hơn nhiều mặt hàng khác. Những chiếc xe đã qua sử dụng có thể đã được mua hoặc thuê bởi người dùng trước của họ và có thể được mua trực tiếp từ chủ sở hữu trước hoặc thông qua đại lý. George Akerlof đã xuất bản một bài báo có tựa đề " Thị trường lemon ", xem xét ảnh hưởng của sự phi cân xứng thông tin trên thị trường xe hơi đã qua sử dụng. Những chiếc xe đã qua sử dụng có thể yêu cầu bảo dưỡng nhiều hơn hoặc có ít tính năng hơn các mẫu tương đương sau này.

### Sách
Sách đã qua sử dụng thường được bán lại thông qua hiệu sách đã qua sử dụng. Họ cũng có thể được cho đi, có lẽ là một phần của chương trình, chẳng hạn như các chương trình của Thư viện miễn phí nhỏ. Các cửa hàng sách đã sử dụng cũng có thể bán các bản ghi âm nhạc hoặc video cũ.

### Quần áo đã qua sử dụng
Ở các nước phát triển, quần áo được sử dụng không mong muốn thường được quyên góp cho các tổ chức từ thiện phân loại và bán nó. Một số trong số này phân phối một số quần áo cho những người có thu nhập thấp miễn phí hoặc giá rất thấp. Những người khác bán tất cả quần áo thu thập với số lượng lớn cho một nhà phân phối lại quần áo đã qua sử dụng thương mại, và sau đó sử dụng số tiền gây quỹ để tài trợ cho các hoạt động của họ. Ở Mỹ, gần 5 tỷ bảng quần áo được quyên góp cho các cửa hàng từ thiện mỗi năm. Chỉ khoảng 10% trong số đó có thể được bán lại bởi các cửa hàng từ thiện. Khoảng một phần ba quần áo được tặng, thường được mua với số lượng lớn và giảm giá mạnh, bởi các đại lý thương mại và nhà tái chế vải, những người xuất khẩu nó sang các nước khác. Một số quần áo đã qua sử dụng cũng được nhập lậu vào Mexico.
Quần áo đã qua sử dụng không phù hợp để bán ở thị trường giàu có vẫn có thể tìm thấy người mua hoặc người dùng cuối ở một thị trường khác, chẳng hạn như chợ sinh viên hoặc khu vực ít giàu có của một quốc gia đang phát triển. Ở các nước đang phát triển, như Zambia, quần áo cũ được phân loại, tái chế và đôi khi được phân phối lại cho các quốc gia khác. Một số phế liệu được giữ và sử dụng để tạo ra thời trang độc đáo cho phép người dân địa phương xây dựng danh tính. Thương mại không chỉ là nguồn cung cấp việc làm tuyệt vời cho phụ nữ cũng như nam giới, mà còn hỗ trợ các khía cạnh khác của nền kinh tế: thương nhân mua gỗ và các vật liệu khác cho gian hàng của họ, giá treo kim loại để trưng bày quần áo và thực phẩm và đồ uống cho khách hàng. Người vận chuyển cũng tìm được việc khi họ vận chuyển hàng may mặc từ các nhà máy đến các địa điểm khác nhau. Buôn bán quần áo cũ là trung tâm trong cuộc sống của nhiều công dân sống ở các quốc gia như vậy. Một đại lý trang phục thường sẽ giao dịch trực tiếp với người mua và người bán, lấy quần áo không mong muốn vẫn còn giá trị và bán lại chúng trong cửa hàng.
Nhập khẩu quần áo đã qua sử dụng đôi khi bị ngành công nghiệp dệt may ở các nước đang phát triển phản đối. Họ lo ngại rằng sẽ có ít người mua quần áo mới mà họ tạo ra khi mua quần áo cũ nhập khẩu rẻ hơn. Gần như tất cả quần áo sản xuất tại Mexico đều được dự định xuất khẩu và ngành dệt may Mexico phản đối việc nhập khẩu quần áo đã qua sử dụng.

### Các mặt hàng khác
Câu lạc bộ Sierra, một tổ chức môi trường, lập luận rằng mua đồ cũ là cách "trang trí nội thất" xanh nhất.
Đàn guitar cổ điển cũng trở thành đối tượng ngày càng được mong muốn giữa các nhạc sĩ và nhà sưu tập trong những năm 1990 và sau đó. Một số cửa hàng âm nhạc chuyên bán nhạc cụ đã qua sử dụng, bản sao nhạc đã sử dụng và đồ dùng liên quan.
Used Mobile Phones - Một doanh nghiệp lớn và đang phát triển 